# شوئیچی
شوئیچی، شوایچیئی (به ژاپنی: 正一位 しょういちい)، یکی از رتبه‌ها و مراتب الهی. این بالاترین رتبه در میان پادشاهان و رعایا و بالاترین شینکای (رتبه الهی) در زیارتگاه‌ها بود و بالاتر از رتبه اول قرار می‌گرفت.